# Hispania
Hispania(/hɪˈspænjə, -eɪniə/; tiếng Latinh: [hɪsˈpaːnia]) từng là tên gọi được người La Mã và Hy Lạp đặt cho bán đảo Iberia. Dưới chế độ Cộng hòa, Hispania được chia thành hai tỉnh: Hispania Citerior và Hispania Ulterior. Trong thời kỳ nguyên thủ, Hispania Ulterior được chia thành 2 tỉnh mới, Baetica và Lusitania, trong khi Hispania Citerior được đổi tên thành Hispania Tarraconensis. Sau đó, phần phía tây của Tarraconensis lại được tách ra, đầu tiên là Hispania Nova, sau đó đổi tên thành Callaecia (hay Gallaecia, ngày nay là Galicia). Từ thời Diocletianus(năm 284 CN) trở đi, phần phía nam của Tarraconensis lại chia tách ra lần nữa thành Carthaginensis, và sau đó có thể đối với quần đảo Balearic và tất cả các tỉnh sau khi chia tách hình thành một giáo phận dân sự dưới quyền vicarius của Hispaniae (là các tỉnh Celt). Tên gọi Hispania còn được sử dụng vào thời kỳ người Visigoth cai trị

### Các tác phẩm hiện đại bằng tiếng Tây Ban Nha và Bồ Đào Nha
- Altamira y Crevea, Rafael Historia de España y de la civilización española. Tomo I. Barcelona, 1900. Altamira was a professor at the University of Oviedo, a member of the Royal Academy of History, of the Geographic Society of Lisbon and of the Instituto de Coimbra. (bằng tiếng Tây Ban Nha)
- Aznar, José Camón, Las artes y los pueblos de la España primitiva. Editorial Espasa Calpe, S.A. Madrid, 1954. Camón was a professor at the University of Madrid. (bằng tiếng Tây Ban Nha)
- Bosch Gimpera, Pedro; Aguado Bleye, Pedro; and Ferrandis, José. Historia de España. España romana, I, created under the direction of Ramón Menéndez Pidal. Editorial Espasa-Calpe S.A., Madrid 1935. (bằng tiếng Tây Ban Nha)
- García y Bellido, Antonio, España y los españoles hace dos mil años (según la Geografía de Estrabón). Colección Austral de Espasa Calpe S.A., Madrid 1945 (first edition 8-XI-1945). García y Bellido was an archeologist and a professor at the University of Madrid. (bằng tiếng Tây Ban Nha)
- Mattoso, José (dir.), História de Portugal. Primeiro Volume: Antes de Portugal, Lisboa, Círculo de Leitores, 1992. (bằng tiếng Bồ Đào Nha)
- Melón, Amando, Geografía histórica española Editorial Volvntad, S.A., Tomo primero, Vol. I Serie E. Madrid 1928. Melón was a member of the Royal Geographical Society of Madrid and a professor of geography at the Universities of Valladolid and Madrid. (bằng tiếng Tây Ban Nha)
- Pellón, José R., Diccionario Espasa Íberos. Espasa Calpe S.A. Madrid 2001. (bằng tiếng Tây Ban Nha)
- Urbieto Arteta, Antonio, Historia ilustrada de España, Volumen II. Editorial Debate, Madrid 1994. (bằng tiếng Tây Ban Nha)
- El Housin Helal Ouriachen, 2009, La ciudad bética durante la Antigüedad Tardía. Persistencias y mutaciones locales en relación con la realidad urbana del Mediterraneo y del Atlántico, Tesis doctoral, Universidad de Granada, Granada.

### Các tác phẩm hiện đại khác
Bản mẫu:SPATRAcite
- Westermann Grosser Atlas zur Weltgeschichte (bằng tiếng Đức)
- Hispania

### Các tác phẩm cổ đại
- The notitia dignitatum (c. AD 400; one edition online is http://www.intratext.com/IXT/LAT0212/_PJ.HTM#1WJ)
- Strabo, Geographiká. Book III, Iberia, written between the years 29 and 7 BC and touched up in AD 18. The most prestigious and widely used edition is Karl Müller's, published in Paris at the end of the 19th century, one volume, with 2 columns, Greek và Latin. The most reputed Tiếng Pháp translation is Tardieu, París 1886. The most reputed Tiếng Anh translation (with Greek text) is H.L. Jones, vol. I–VIII, London 1917ff., ND London 1931ff.
- Ptolemy (Greek astronomer of the 2nd century) Geographiké Hyphaégesis, geographic guidebook.
- Pacatus (Gallic rhetorician) directed a panegyric on Hispania to the emperor Theodosius I in 389, which he read to the Senate.
- Paulus Orosius (390–418) historian, follower of Saint Augustine and author of Historiae adversus paganos, the first Christian universal history, and of Hispania Universa, an historical guide translated into Anglo-Saxon by Alfred the Great and into Arabic by Abd-ar-Rahman III.
- Lucius Anneus Florus (between 1st and 2nd century). Compendium of Roman History and Epitome of the History of Titus Livius (Livy). The relevant texts of Livy have been lost, but we can read them via Florus.
- Trogus Pompeius. Believed to be a Gaul with Roman citizenship. Historia universal written in Latin in the times of Augustus Caesar.
- Titus Livius (Livy) (59 BC–17 BC). Ab urbe condita, Book CXLII of Livy's surviving work.

### Cận đại
- E. Hübner, La Arqueologia de España (Barcelona, 1888)
- E. S. Bouchier, Spain under the Roman Empire (Oxford, 1914)